# Aix-en-Diois
Aix-en-Diois è un comune francese soppresso e frazione del dipartimento della Drôme della regione dell'Alvernia-Rodano-Alpi. Dal 1º gennaio 2016 si è fuso con il comune di Molières-Glandaz per formare il nuovo comune di Solaure-en-Diois.

## Società

### Evoluzione demografica
Abitanti censiti